# Rō Takenaka
Rō Takenaka (jap. 竹中労 Takenaka Rō; ur. 30 maja 1930 w Tokio, zm. 19 maja 1991 tamże) – japoński reporter, krytyk, działacz związkowy oraz aktywista polityczny początkowo o poglądach komunistycznych, później anarchistycznych.

## Życiorys
Był najstarszym dzieckiem artysty i aktywisty Eitarō Takenaka. W latach 1945–1948 uczył się na Wydziale Języka Rosyjskiego Uniwersytetu Studiów Zagranicznych w Tokio, skąd został wyrzucony. W latach 1947–1952 był członkiem Japońskiej Partii Komunistycznej, z której również go wydalono. W 1952 odbywał wyrok w więzieniu w Kōfu.
W swoich publikacjach poruszał tematy związane z kulturą (przede wszystkim dot. filmu) oraz polityką, próbował również swoich sił w powieściopisarstwie, lecz bez większych sukcesów. Pisał pod wieloma pseudonimami, m.in. „Yumeno Kyōtarō”, „Kenka Takenaka” czy „Hankotsu-no- Reporter” (dosłownie: „Zbuntowany reporter”). Napisał także kilka książek o historii japońskiego filmu, a ilustrowaniem większości z nich zajmował się jego ojciec. W ostatnich latach życia kontynuował działalność dziennikarską, pomimo trudności związanych z chorobą nowotworową, na którą zmarł 19 maja 1991.